# 윌러드 하이크
윌러드 하이크(영어: Willard Huyck, 1945년 9월 8일 ~ )는 미국의 영화 감독 겸 각본가이다. 주로 조지 루카스가 제작한 영화에서 아내인 글로리아 캐츠와 함께 각본을 담당하였는데, 대표적으로 《청춘 낙서》, 《스타워즈》(서브 각본), 《인디아나 존스: 미궁의 사원》이 있다. 그리고 본인이 직접 연출한 작품으로 마블 코믹스 원작의 《하워드 덕》이 있다.

## 출연 작품
- 방송국 사고 파티 (1994)
- 하워드 덕 (1986)
- 슈퍼 탱크 작전 (1984)
- 인디아나 존스 (1984)
- 청춘 낙서 2 (1979)
- 프랑스 연인들 (1979)
- 럭키 레이디(영어판) (1975)
- 데드 피플 (1973)
- 청춘 낙서 (1973)
- 8인의 마피아 (1969)